# Jef van Laar

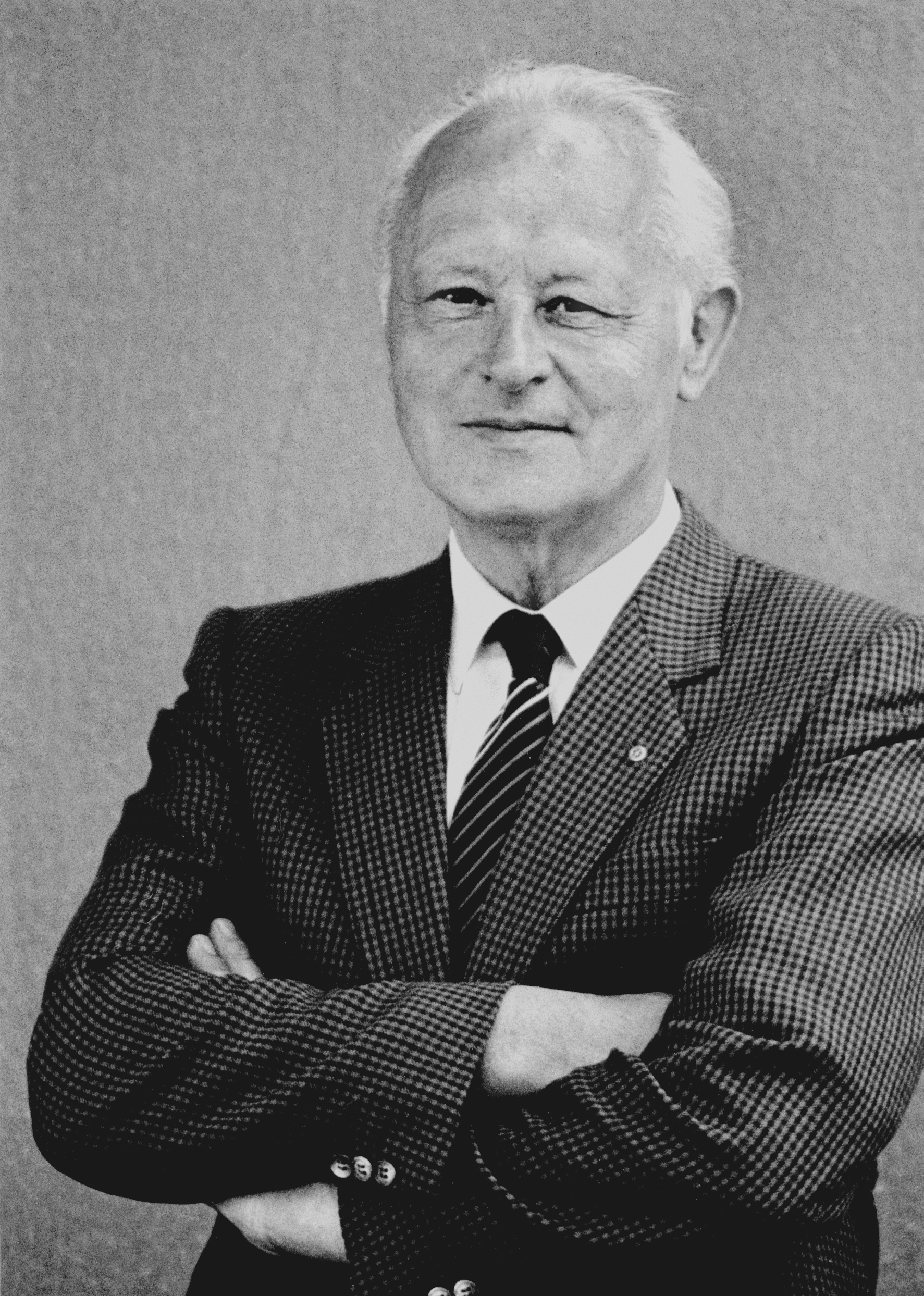
Portret van Jef van Laar uit 1978. Afkomstig uit het familiearchief van de familie van Laar.

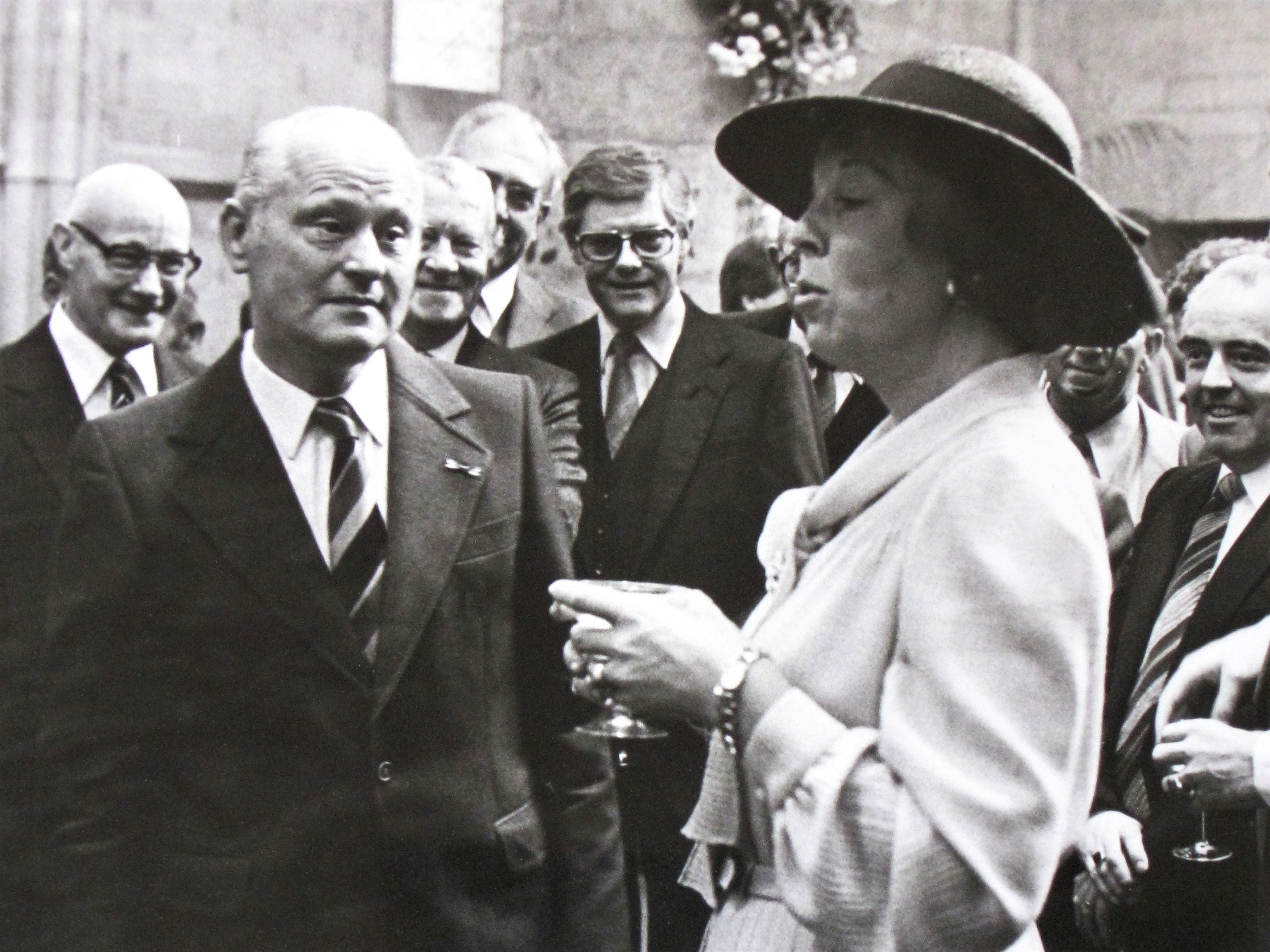
Jef van Laar, toenmalig burgemeester van Cadier en Keer en Gronsveld (gemeente), met Koningin Beatrix der Nederlanden, in 1980. Foto uit het familiearchief van de familie van Laar.

H.J.R. (Jef) van Laar (Stokhem, 16 februari 1921 – Margraten, 15 augustus 2004) was een Nederlands politicus van de KVP en later het CDA.

## Politieke carrière
Van Laar begon zijn ambtelijke loopbaan in 1939 en werd rond 1952 de gemeentesecretaris van Eijsden. In augustus 1964 gaf Van Laar die functie op om burgemeester van Cadier en Keer te worden. In 1969 werd hij daarnaast burgemeester van Gronsveld en vanaf midden 1970 was hij ook nog ongeveer een jaar waarnemend burgemeester van Eijsden. Bij de Limburgse gemeentelijke herindeling van 1 januari 1982 ging Cadier en Keer op in de gemeente Margraten en Gronsveld ging op in de gemeente Eijsden en daarbij kwam een einde aan zijn burgemeesterscarrière. Van Laar overleed in 2004 op 83-jarige leeftijd.

## Nederlands verzet en ondergrondse in Tweede Wereldoorlog
Van Laar werkte gedurende de Duitse bezetting in de Tweede Wereldoorlog als duikhoofd voor de Limburgse Onderduikorganisatie, die later zou versmelten met de Landelijke Organisatie voor Hulp aan Onderduikers, beide afgekort als LO.  Cammaert noemt hem overigens J. van de Laar, in navolging van zijn zegsman Pierre Schunck. Duikhoofden waren de plaatselijke contactpersonen tussen de rayonleiding en de onderduikers, zij zorgden verder voor duikadressen, verdeelden distributiebonnen enzovoorts. Dat viel goed te combineren met zijn functie als gemeenteambtenaar in Margraten. Zo hielp hij Nederlandse burgers ontsnappen aan de Nazi's. Hij gaf valse identiteitsbewijzen uit aan honderden vervolgde Nederlandse mannen en vrouwen. Hierdoor wisten zij aan de concentratiekampen te ontsnappen.
Ook was hij nauw betrokken bij de stichting van de Amerikaanse Begraafplaats Margraten, waar ruim 8.000 Geallieerde soldaten begraven liggen.